# ミュンヘン中央駅

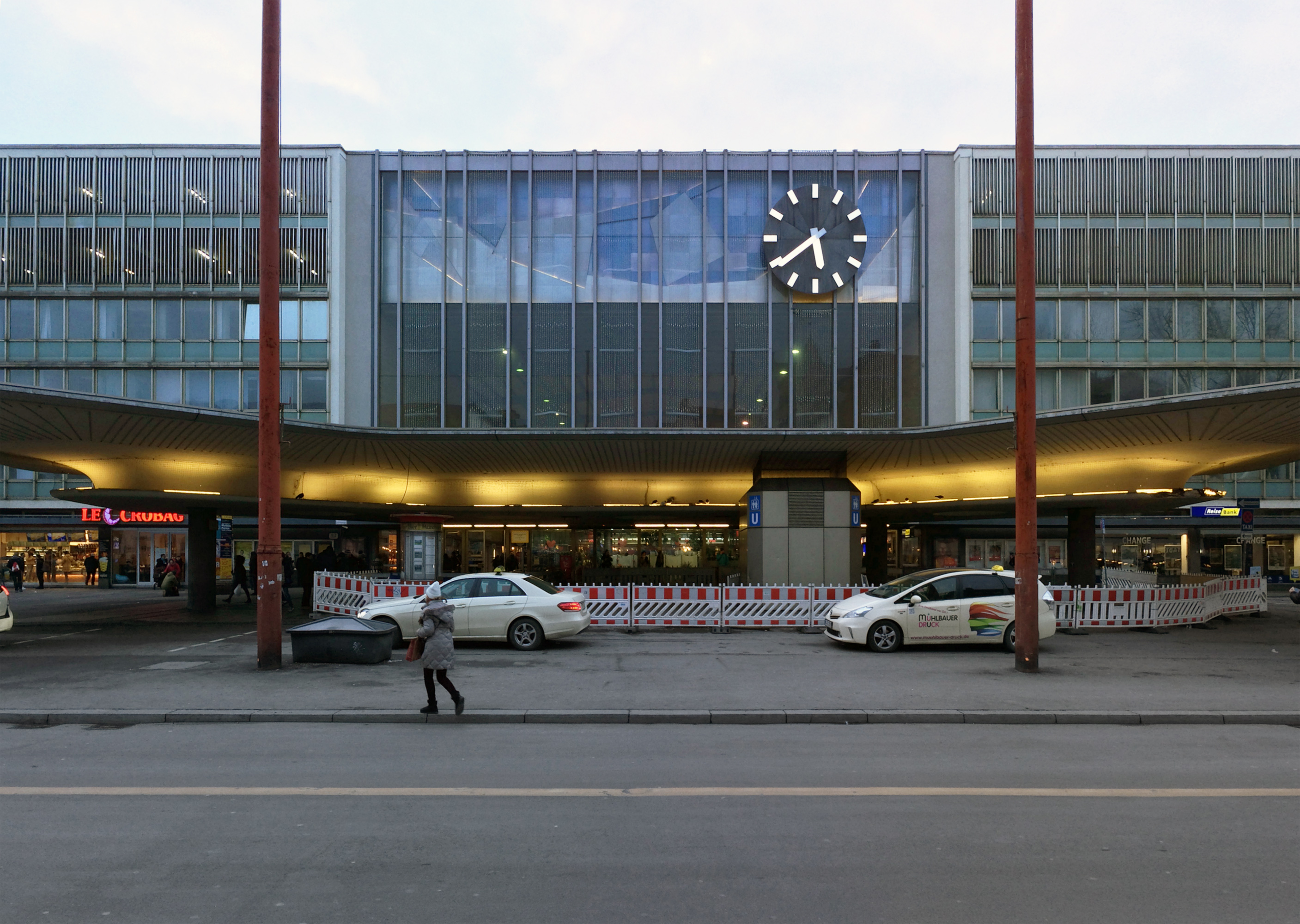
外観

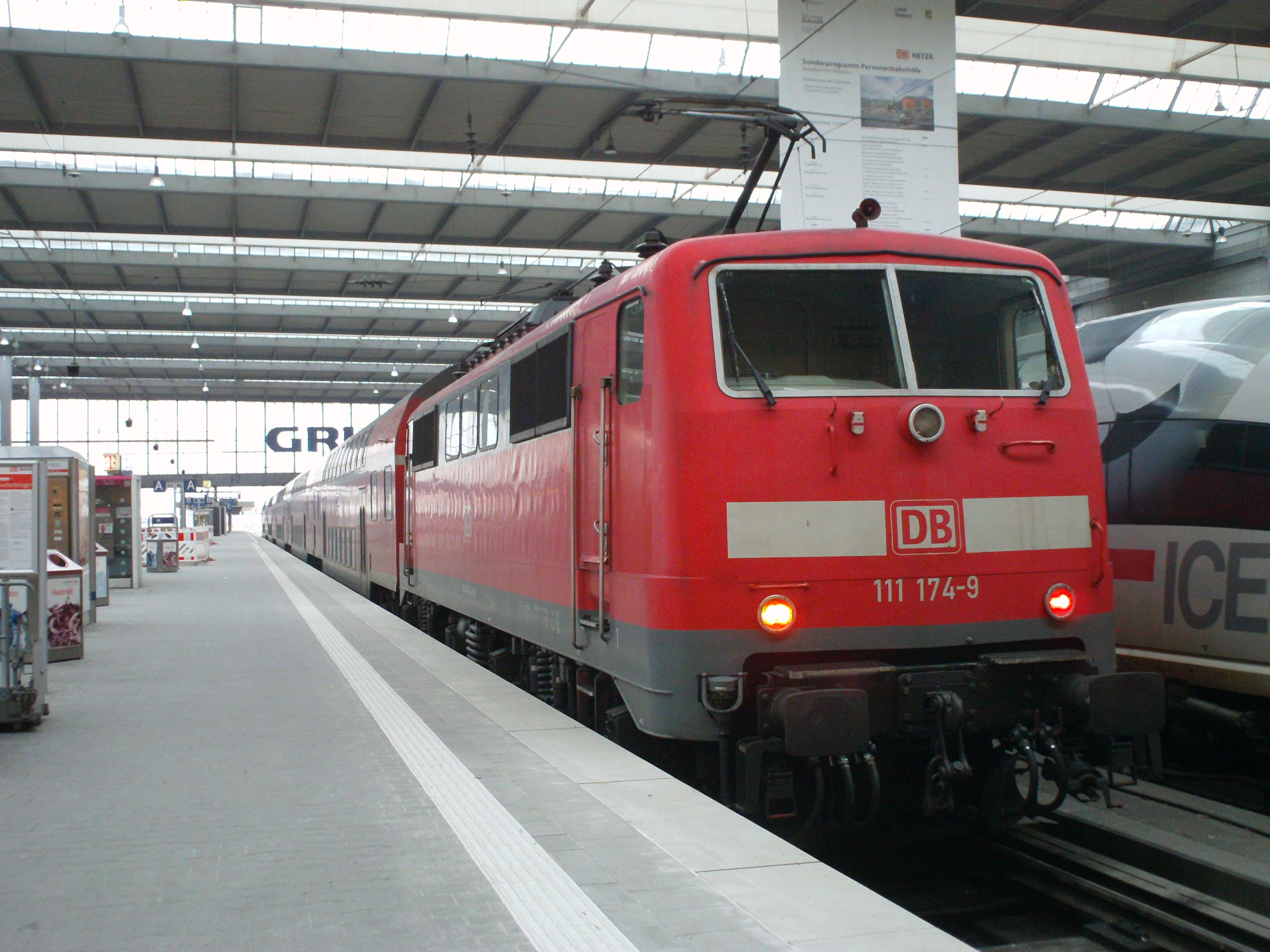
ホームに停車中の列車

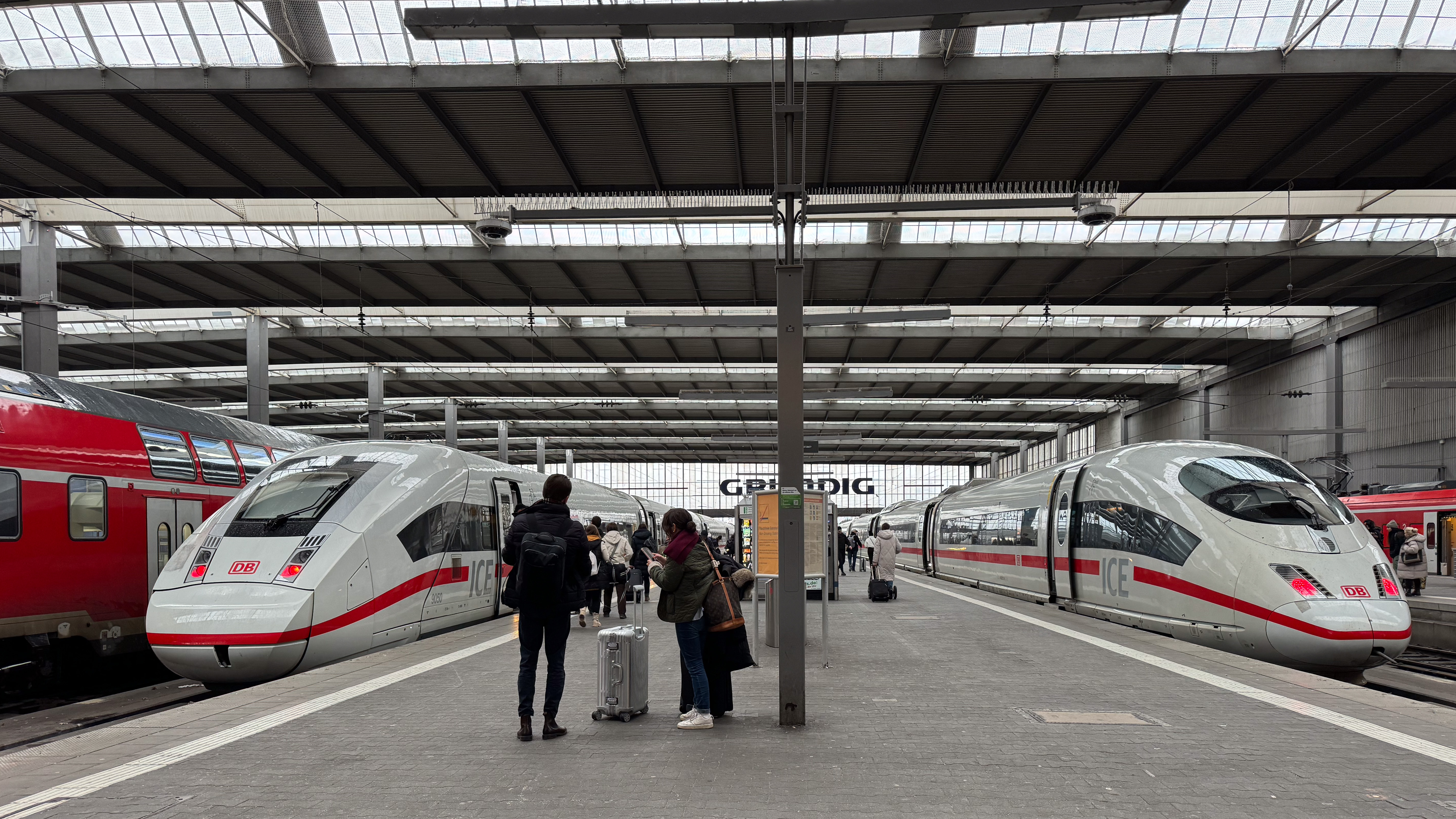
停車中のICE車両

ミュンヘン中央駅（ミュンヘンちゅうおうえき、München Hauptbahnhof）は、ドイツ・バイエルン州の中心都市ミュンヘンにあるDBの鉄道駅である。ドイツ南部の鉄道網の拠点となっており、乗降客数はハンブルク中央駅、フランクフルト中央駅、に次いで3番目に多い駅である。

## 歴史
- 1839年9月1日 開業
- 1847年4月4日 火災により焼失
- 1849年9月22日 再建
- 1960年 新ホール完成
- 1972年4月28日 Sバーン開業
- 1980年 Uバーン開業

## 駅舎
旧駅舎は第二次世界大戦で破壊され、戦後に現代的なデザインの建物が建設された。バイエルン地方で最大規模のターミナル駅で地上に32線の頭端式、地下に2線のSバーン用通過式プラットフォームを備えている。歴史的な経緯により、地上の5-10番線（いわゆるホルツキルヒェン方面駅舎）および27-36番線（いわゆるシュタルンベルク方面駅舎）は駅上屋の外に位置しているため、乗り換えには時間を要する。
地下コンコースには同名の地下鉄駅（Uバーン）が直結し、駅前には路面電車と公共バスの乗り場がある。

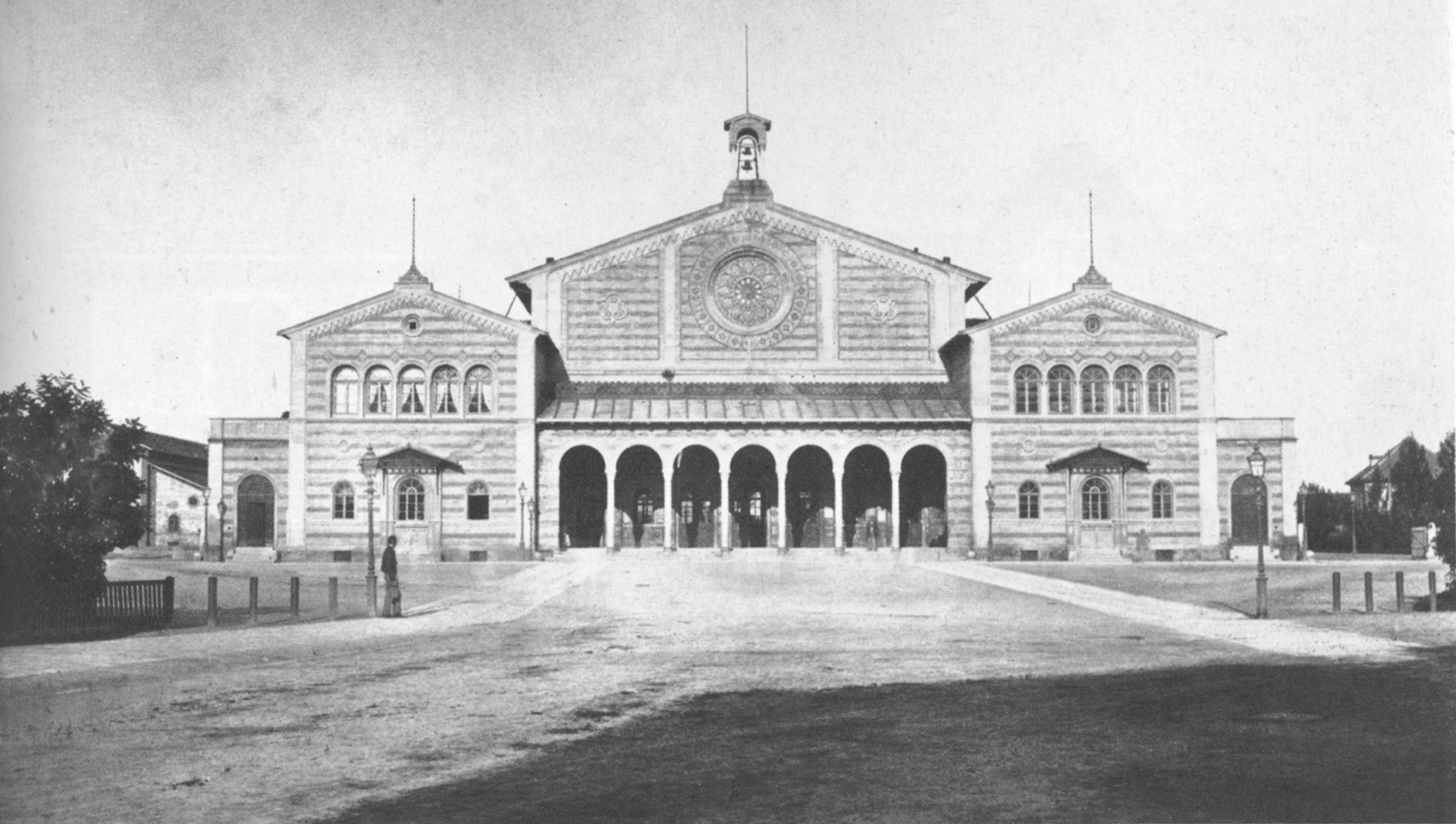
駅舎　1854年
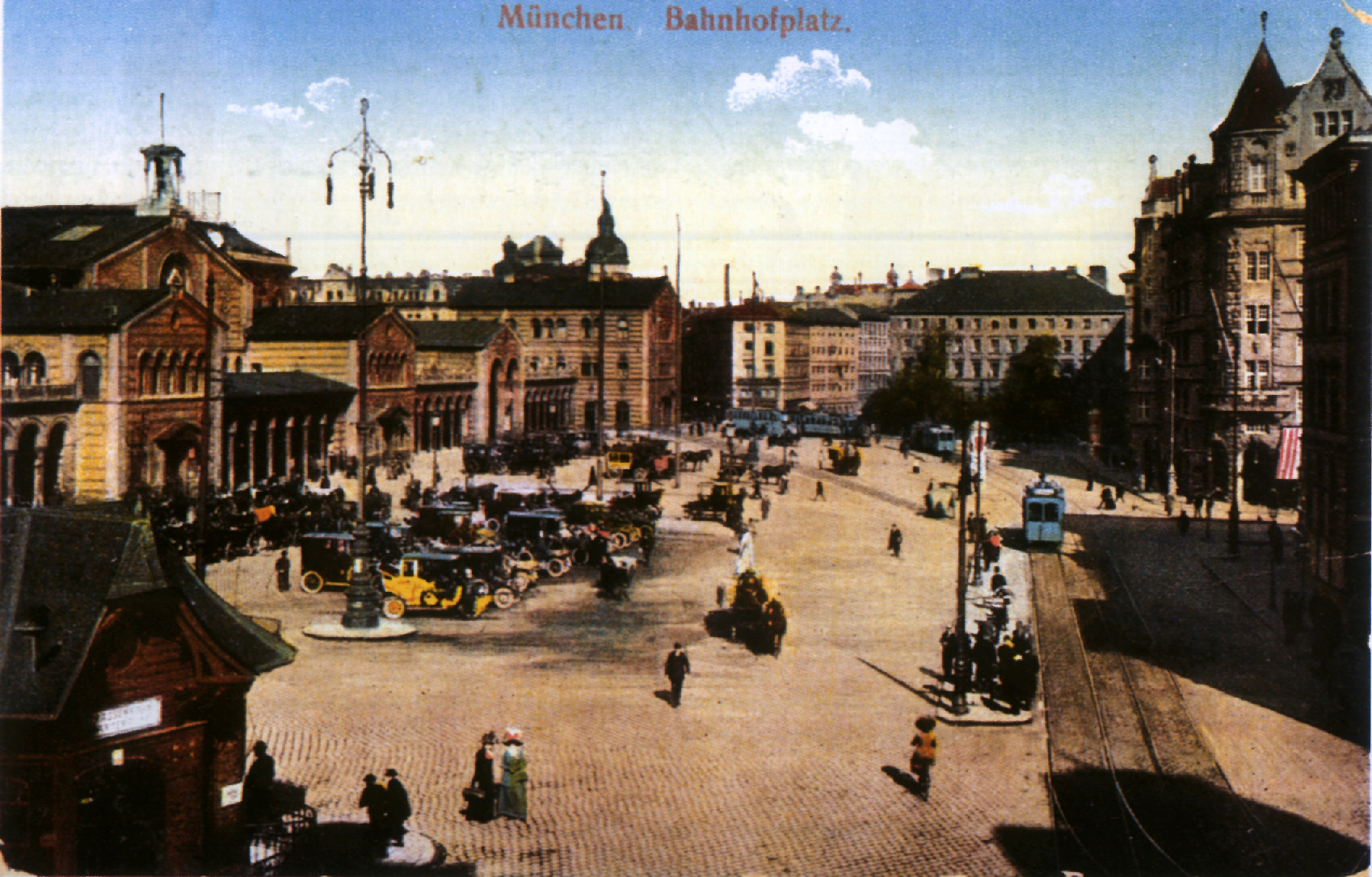
1900年頃の駅前
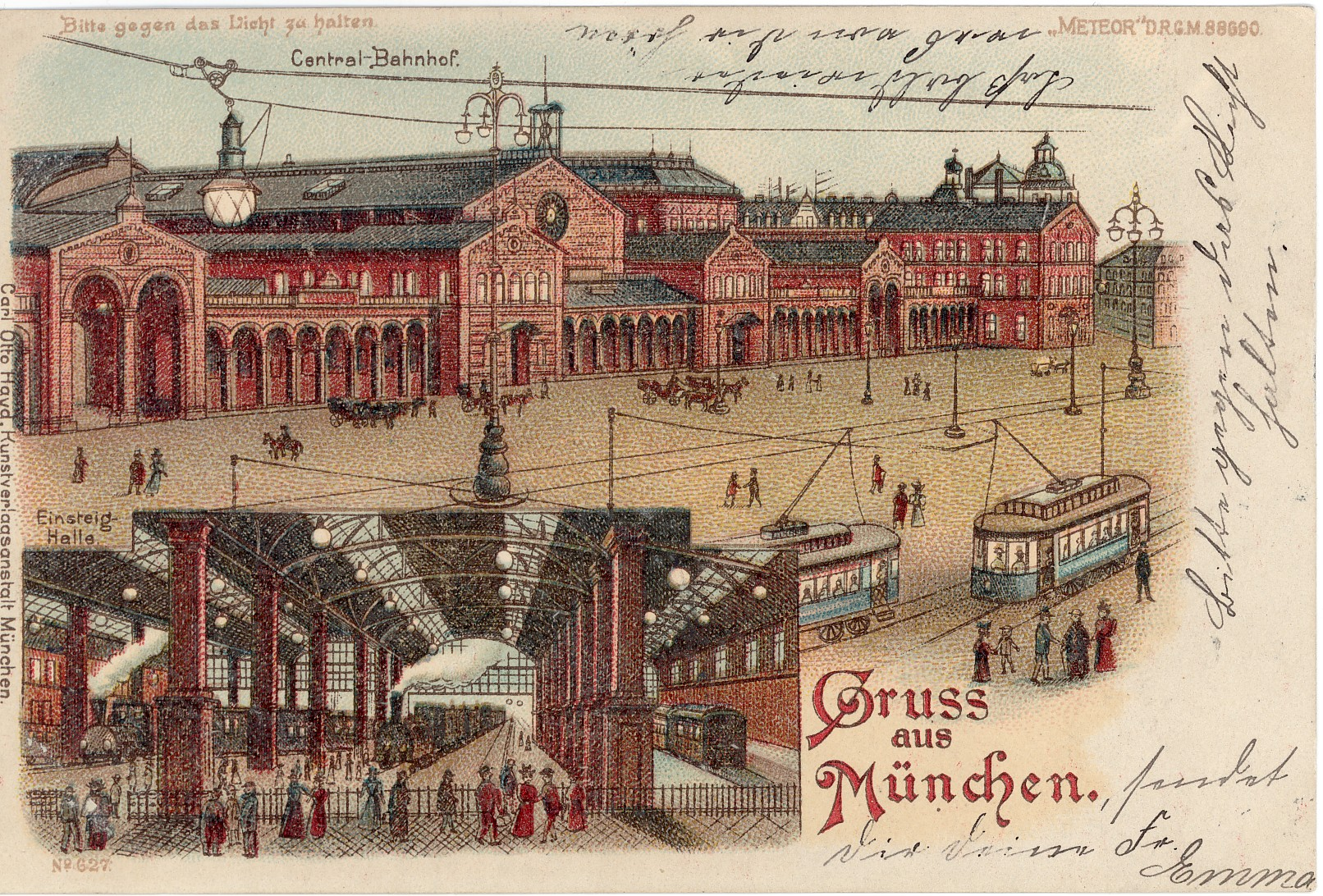
1903年の駅舎を描いた絵ハガキ
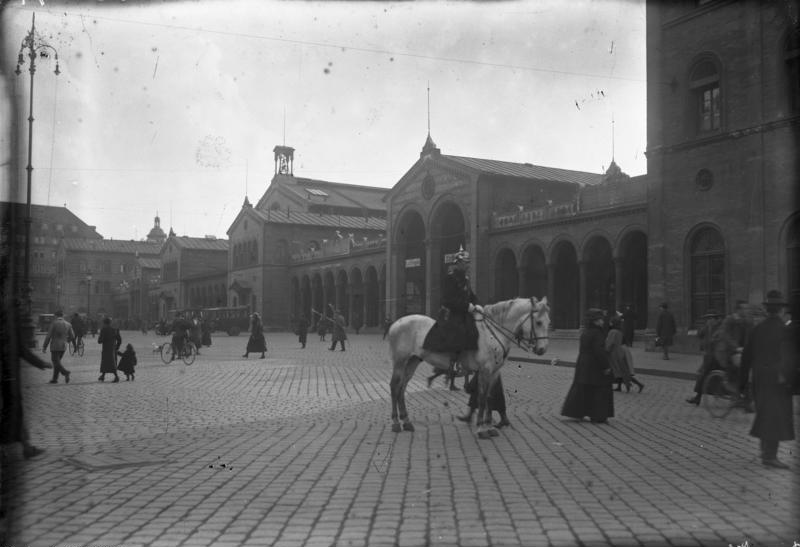
1923年の駅前
1960年頃の戦後の駅舎

## 主な路線
- ドイツ国鉄 (DB)
- S-Bahn München
- ミュンヘン地下鉄:U1,U2,U4,U5
- ニュルンベルク-インゴルシュタット-ミュンヘン高速線
- ミュンヘン-ローゼンハイム線

### 列車
- 国際列車
  - ブダペスト、プラハ、ウィーン、ザルツブルク、インスブルック、ローマ、パリ行きなど
- ICE
  - ハンブルク＝アルトナ駅行き (ヴュルツブルク、ハノーファー中央駅経由)
  - ドルトムント中央駅行き (フランクフルト中央駅、ケルン中央駅経由)

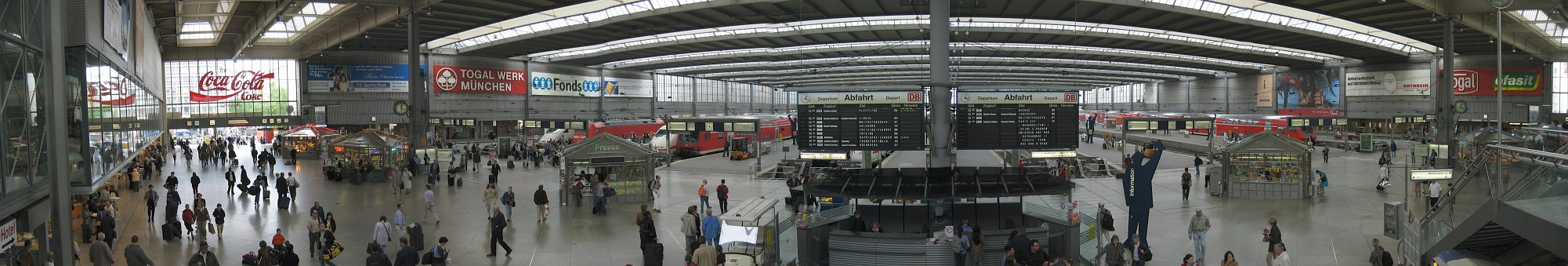
ミュンヘン中央駅構内

  - ベルリン行き（ニュルンベルク経由）

## 計画
過去にミュンヘン国際空港へのトランスラピッドを開業する計画があったが、中止となった。2本目のSバーン都心トンネルの建設に伴い、駅舎の全面的な改築工事が行われている。

## 駅データ
- DB駅コード: MH
- IATA空港コード:
- 駅カテゴリー　1
- 番線数 
  - ドイツ鉄道　32線
  - Sバーン　
  - Uバーン　4路線